# فرازير هيرمان
فرازير هيرمان هو مجدف كندي، ولد في 23 يناير 1908 في East LaHave, Nova Scotia ‏ في كندا، وتوفي في 2 أكتوبر 1972 في هاليفاكس في كندا.

## وصلات خارجية
- فرازير هيرمان على موقع أوليمبيديا (الإنجليزية)